# 園勲夫
園 勲夫（その いさお、1944年10月 - ）は日本のカーデザイナー、グラフィックデザイナーである。

## 人物
1944年に京都府京都市に生まれる。
幼い頃から絵が好きで一時期画家を志したが、京都府立洛東高等学校時代に父親からの助言により大学進学を前に進路を変え、日本大学芸術学部へ進学し、工業デザインを学ぶ。
大学卒業後の1969年に日産自動車へ入社。入社後はカーデザイナーとして多くの車種のエクステリアデザインを手がける。
1996年に日産を退職する。その後は学生時代から趣味として続けてきた水彩画に専念し絵画塾などで指導も行っている。

## 代表作
- ダットサン/日産・ブルーバード（810型 - U11型)
- ダットサン・サニー（B310型）
- 日産・レパード（F31型）
- 日産・フェアレディZ（Z32型）
- 日産・セドリック/グロリア（Y32型）
- 東京都立つばさ総合高等学校校章[1]